# Miyoshi (Aichi)
Miyoshi (jap. みよし市 Miyoshi-shi) – miasto w Japonii, w prefekturze Aichi, na wyspie Honsiu.
1 kwietnia 1958 roku wioska Miyoshi (jap. 三好村) z powiatu Nishikamo zdobyła status miasteczka. Miyoshi zdobyło status miasta 4 stycznia 2010 roku, wraz z tą zmianą nazwa miasta została zmieniona z zapisu w kanji (三好) na hiraganę (みよし).

## Edukacja
- Tōkai Gakuen University

## Populacja
Zmiany w populacji Miyoshi w latach 1970–2015:
| Rok  | Populacja |
| ---- | --------- |
| 1970 | 19 734    |
| 1975 | 25 303    |
| 1980 | 28 552    |
| 1985 | 30 039    |
| 1990 | 32 241    |
| 1995 | 39 920    |
| 2000 | 47 684    |
| 2005 | 56 252    |
| 2010 | 60 099    |
| 2015 | 61 810    |

## Miasta siostrzane
- Stany Zjednoczone: Columbus (Indiana) (od 16 lutego 1995)
- Japonia: Shibetsu (od 6 października 2000)
- Japonia: miasteczko Kiso (Nagano) (od 14 października 1983)